# وثيقة سفر اللاجئين النيوزيلندية
وثيقة سفر اللاجئين النيوزيلندية هي وثيقة سفر للاجئين، وهي وثيقة سفر بيومتريَّة دولية، تصدرها وزارة الشؤون الداخلية للاجئ المعترف به في نيوزيلندا. تبلغ تكلفة طلب الحصول على هذه الوثيقة حوالي 111 دولارًا نيوزيلنديًا.

## المستخدمين
هناك عدد قليل من البلدان والأقاليم الأجنبية التي تقدم إمكانية الدخول بدون تأشيرة لحاملي جوازات السفر النيوزيلندية، بينما تمنح نفس الامتياز لحاملي وثيقة سفر اللاجئين النيوزيلندية. ومع ذلك، يمكن لحاملي تأشيرة الإقامة الدائمة المقيمين بشكل قانوني في نيوزيلندا دخول ألمانيا والمجر وسلوفاكيا وسلوفينيا بدون تأشيرة لمدة أقصاها 90 يومًا خلال فترة 180 يومًاوفي حالة ألمانيا، لكي يتمكن اللاجئون المعترف بهم من الدخول بدون تأشيرة، يتعين اعتماد وثيقة الإقامة المؤقتة الخاصة بهم وإصدارها بموجب شروط اتفاقية 15 أكتوبر 1946 بشأن إصدار وثائق السفر للاجئين أو اتفاقية 1951 المتعلقة بوضع اللاجئين، فضلاً عن تصريح بالعودة إلى نيوزيلندا يتمتع بفترة صلاحية طويلة بما فيه الكفاية